# Kovîlne, Novotroiițke
Kovîlne (în ucraineană Ковильне) este un sat în comuna Cikalove din raionul Novotroiițke, regiunea Herson, Ucraina.

## Demografie
Componența lingvistică a localității Kovîlne
     Ucraineană (92,14%)
     Rusă (7,22%)
     Alte limbi (0,42%)
Conform recensământului din 2001, majoritatea populației localității Kovîlne era vorbitoare de ucraineană (92,14%), existând în minoritate și vorbitori de rusă (7,22%).